# Frenreisz Ferenc
Frenreisz Ferenc (1806 körül – Buda, 1872. november 20.) orvos.

## Életpályája
Budáról származott, Buda városának főorvosa, egyben a közkórház igazgatója volt. Kolerában hunyt el. 

## Munkái
- Dissertatio inauguralis sistens seriem reagentium chemicorum maxime usitatorum. Budae, 1832.
- Series reagentium chemicorum. Budae, 1832.
- Rákóczy-Mineral-Bitterwasser-Quelle bei Ofen. Bpest, 1873.

Cikkeket írt az Orvosi Tár című lapba 1833-ban, például:
"Egy szó a farkasbors, cubebae, ajánlására a takár ellen."